# 全苏广播电台
全苏广播电台（俄语：Всесоюзное радио）是苏联的国家广播电台，1922年成立，开播时名为“莫斯科中央无线电话台”，苏联解体后解散。电台总部设在莫斯科，受苏联国家电视与广播委员会领导，使用中波、短波及调频播音。

## 概况
1918年，当时的苏俄政府在下诺夫哥罗德设立了无线电实验所，这一年年底该所制成了第一台无线广播发射机，可以通过无线电传送语音，列宁曾写信祝贺，称之为“不要纸张、没有距离的报纸”。1922年5月27日，莫斯科中央无线电话台试播，8月21日起正式播音，11月7日该台更名为“共产国际广播电台”。
1924年10月，苏联成立了无线电广播股份公司，统管无线电广播工作。1928年6月，苏联邮电人民委员部设立全苏广播委员会，取代了无线电广播股份公司。1933年1月全苏广播委员会改为直属苏联人民委员会（苏联政府）的机构，改称为国家广播委员会，主管全国广播事业，并管理苏联全国各地方广播委员会。
苏联解体之前，全苏广播电台共有5套广播：
- 第一套：全苏广播电台第一套节目（英语：All Union First Programme），包括新闻时事、政治经济、科教、戏剧、音乐、体育等内容。
- 第二套：又称“灯塔广播电台”（Радио Маяк），全天播出新闻及音乐节目。
- 第三套：又称“青年广播电台（英语：Radio Yunost）”，以文艺、音乐节目为主。
- 第四套：又称“俄耳甫斯广播电台”（Радио Орфей），面向莫斯科地区的调频音乐广播。
- 第五套：综合节目，主要为海员、渔民、探险工作者以及海外苏联人服务。

第一、二、三套广播针对苏联不同时区，按照各地不同的作息时间复制重播，因此全苏广播电台实际共有12套广播频率进行广播，每天共计播出约230小时。
苏联解体后，全苏广播电台不复存在，但原属全苏广播电台的部分频率至今依然在播出，其中灯塔广播电台和青年广播电台现隶属于全俄国家电视广播公司，俄耳甫斯广播电台则隶属于俄罗斯国家音乐广播中心。而全苏广播电台第一套节目在苏联解体后几经易手，成为了一家小型商业广播电台，并更名为“第一广播”，2010年停播。